# 정선용
정선용(鄭善溶, 1971년 3월 11일 ~ )은 대한민국의 여자 유도 선수이다.
14세의 나이로 그녀는 1985년 대한민국을 대표하는 데 최연소 유도 선수였다.
정선용은 1989년과 1995년 세계 선수권에서 각각 동메달과 은메달을 땄다.
1996년 애틀랜타 올림픽에서 쿠바의 드리울리스 곤살레스에게 패하여 은메달에 그쳤다.
정선용은 3회의 연속적 아시아 선수권(1991, 1993, 1995), 5회의 후쿠오카 국제 여성 유도 선수권과 3회의 파리 오픈의 우승 선수였다.
애틀랜타 올림픽에 이어 은퇴하고, 현재는 초등학교의 교사로 있다.